# Calathea gymnocarpa
Calathea gymnocarpa är en strimbladsväxtart som beskrevs av H.A.Kenn. Calathea gymnocarpa ingår i släktet Calathea och familjen strimbladsväxter. Inga underarter finns listade.